# Max Payne 3
Max Payne 3 — відеогра в жанрі шутер від третьої особи, продовження ігрової серії Max Payne. Нова гра була анонсована видавництвом Rockstar Games 23 березня 2009. Реліз трейлера до гри відбувся 14 вересня 2011. На відміну від попередніх ігор серії, розробниками яких була студія Remedy Entertainment, над третьої частиною працювала Rockstar Vancouver в співробітництві з Rockstar New England, Rockstar London і Rockstar Toronto.
15 травня 2012 року гра вийшла на консолях PlayStation 3 та Xbox 360 в США, а 18 травня 2012 — в Європі. Версія гри для Microsoft Windows вийшла 29 травня 2012 в США та 1 червня 2012 в Європі. 27 серпня вийшла фанатська українська локалізація для PC версії гри.

## Сюжет

### Дія
Через дев'ять років після подій другої гри, Макс Пейн (Джеймс Маккефрі) був звільнений з поліції Нью-Йорка і проводив більшість свого часу в барі в Гобокені, Нью-Джерсі, підсівши на алкоголь і знеболюючі. Одного разу вночі, людина на ім'я Рауль Пассос (Джуліан Дін) зустрічається з Максом і пропонує йому нову роботу, від якої Макс відмовляється. Пізніше, під час п'яної сварки, Макс вбиває сина місцевого боса мафії Ентоні ДеМарко (Рей Iannicelli), який ставить за голову Макса винагороду. Після вбивства члена однієї з найбільших банд, Макс змушений покинути своє звичне життя та прийняти пропозицію Пассоса — роботу тілоохоронця в Південній Америці.
Макс і Пассос працюють на багату родину Бранко в Сан-Паулу, що складається з трьох братів: Родріго (Френк Родрігес), магната з нерухомості; Віктор (Роберт Монтано), місцевого політика, який прагне стати наступним мером міста; і Марсело (Діллон Портер), тусовщика і наркомана. На приватній вечірці, Макс рятує Родріго і його молоду дружину Фабіану (Benedita Перейра) від спроби викрадення членами вуличної банди Comando Sombra. Через кілька днів Макс супроводжує Фабіану і її друзів у нічному клубі, де на них знову нападає банда, успішно викравши Фабіану і вимагаючи викуп в $3 млн. Макс і Пассос доставляють викуп у місцевий футбольний стадіон для обміну, але угода переривається Crachá Preto, злочинцем з приватної армії, який вбиває членів Comando SOMBRA і краде гроші. Після втечі зі стадіону, Макс і Пассос розшукують та нападають на базу Comando Sombra на узбережжі річки Tiete, щоб врятувати Фабіану, але не змогли схопити лідера банди, Серрано, котрий викрадає Фабіану та втікає з нею. Після того як вони повідомляють свої невдачі сім'ї Бранко Віктор припускає, що вони підкоряються Армандо Беккері (Ubirajara де Кастро) і його спецпідрозділу поліції Unidade де Forcas Especiais (UFE) для спостереження за безпечне повернення Фабіани. Віктор, Пассос, Марсело і Беккер залишають на вертольоті, перш ніж Crachá Preto несподівано нападають на офіси Бранко.
Макс відбиває напад Crachá Preto і повертається до безпечного офісу Родріго, де знаходить його вбитим. Допитавши пораненого солдата Crachá Preto, Макс дізнається, що Фабіана знаходиться у Серрано в фавелі Нова-Есперанса і що рейд Crachá Preto був призначений для Макса, як помста за загибель своїх оперативників на стадіоні. Звинувачуючи себе за те, що сталося, Макс кидає пити і повідомляє Віктору і Марселоу, що збирається під прикриттям у Нова Есперанса, щоб врятувати Фабіану. Марсело і сестру Фабіани Джованну викрадають, як рейд UFE фавели. Макс наступним рейд і свідків UFE співпрацювати з Crachá Прету, продаючи їм людей, яких вони заарештовані під час набігів. Макс тоді свідком Crachá Прету намисто Марсело, і тікає з Джованною. Рятуючись від міліції, Джованна врятований Пассос, але Макс відмовився, пізніше врятував да Сілва.

### Персонажі
- Макс Пейн — головний герой гри, колишній поліцейський детектив, який пізніше став охоронцем.
- Рауль Пасос — старий друг Макса з поліцейської академії, який недавно повернувся в Нью-Йорк. Пасос переконує Макса працювати охоронцем в Сан-Паулу.
- Родріґо Бранко — Макс працює у нього охоронцем.
- Фабіана Бранко — народилась і виросла в містечку Сан-Карлос, є жінкою одного з найвпливовіших людей Сан-Паулу — Родріґо Бранко. Її вік — 21 рік, більшу частину свого життя провела в пошуках кар'єри моделі.[10]
- Віктор Бранко — брат боса Макса.
- Серано — лідер найбільшого угрупування «Командо Сомбра», яка нараховує приблизно 4000 чоловік. Відомо, що це його прізвисько, але ніхто не знає його справжнього ім'я та прізвища. Він почав керувати угрупуванням в 2006 році. Він син африканських емігрантів, які померли, коли йому було всього 8 чи 9 років. Останнє місце, де він був помічений, є фавели Нова Есперанса.[10]
- Марселло Бранко — молодший брат Родріґо та Віктора Бранко.
- Джованна Таверес — сестра Фабіани Бранко.
- Ентоні де Марко — лідер мафіозного клану в Нью-Йорку.

## Ігровий процес

### Зброя
- Пістолети[11]
  - Beretta 92F/FS (Taurus PT92 AF)
  - IMI/Magnum Research Desert Eagle Mark XIX
  - Glock 18C
  - M1911
  - Револьвер / Taurus Model 608
  - Револьвер / Smith and Wesson model 10
- Рушниці[11]
  - Benelli M4 Super 90
  - Mossberg 500|Mossberg 590 Cruiser
  - Обріз
  - Remington 1100|Remington 11-87
  - Franchi SPAS-15
- Пістолети-кулемет[11][12]
  - Ingram MAC-11
  - IMI Mini Uzi
  - Beretta M12
  - Heckler & Koch MP5 (HK94)
  - FAMAE SAF
- Штурмові гвинтівки[11]
  - АК-47
  - IMBEL FAL 7.62mm
  - IMBEL MD-97 LC
  - FX-05 Xiuhcoatl
- Снайперські гвинтівки[11]
  - Ruger Mini-14
  - Barrett M107
- Метальна зброя[11]
  - Гранатомет
  - Протитанковий гранатомет
  - Граната
  - Коктейль Молотова

## Відгуки гри
| Агрегатор    | Оцінка                         |
| ------------ | ------------------------------ |
| GameRankings | 83.79/100 (PS2) 70.42/100 (PC) |
| Metacritic   | 87/100 (PC)                    |

| Видання   | Оцінка                             |
| --------- | ---------------------------------- |
| 1Up.com   | A- (PC)                            |
| Eurogamer | 9/10 (PS2)                         |
| GameSpot  | 9 (PC)                             |
| GameSpy   | 4.5/5                              |
| GameZone  | 8.5/10 (PS2) 8.0/10 (PC)[джерело?] |
| IGN       | 9/10                               |

## Цікаві факти
- Джеймс МакКефрі, який подарував Максу свій голос, цього разу не лише брав участь в озвученні, але й виступив актором Макса motion-capture.[22]
- Під час створення 3D-моделей використовували тривимірне сканування.[23]
- Можна використовувати ворогів як живий щит, використовувати укриття, перелазити через невисокі паркани та залазити на інші невисокі перешкоди (аналогічно GTA IV).[23]
- Приймання Максом алкоголю і наркотиків дуже сильно впливає на ігровий процес.[23]
- У грі залишився популярний Bullet-time і можливість стріляти в падінні.[23]
- Над проектом працювали одночасно декілька студій: Rockstar Vancouver, Rockstar Toronto, Rockstar London та Rockstar New England.[23]
- У грі нелінійний сюжет. Події розгортатимуться не лише в Бразилії, але й в Нью-Йорку.[23]
- У заставках використовуватиметься стиль коміксів, але картинки не статичні. Так, гравці бачать анімовані екшен-сцени в стилі серіалу «24».[23]
- Одночасно Макс може нести з собою 3 види зброї (пістолети, гвинтівки та автомати)[24] та вести стрілянину з двох різних видів зброї.[23]
- У грі реалізована механіка бою з укриття.[23]
- В Max Payne 3 є просунутий мультиплеєр з багатьма режимами.[23]
- Для гри було записано велику кількість mo-cap анімації.[23]
- Щоб забезпечити дуже реалістичну поведінку Макса та ворогів, було використано фізичний рушій euphoria.[23]
- Сюжет буде постійно стрибає у часі вперед-назад, що пояснює наявність та відсутність волосся на голові у Макса на різних скріншотах.[23]
- Перша частина серії Max Payne, в якій головним сценарист став не Сем Лейк (сценарист першої та другої частини), а Ден Хаузер (продюсер і сценарист серії Grand Theft Auto).